# 製紙工場

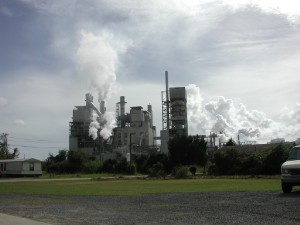
サウスカロライナ州ジョージタウン (サウスカロライナ州)にあるインターナショナル・ペーパー・カンパニーのクラフトパルプ・製紙工場。建設当時、これは世界最大の工場だった。

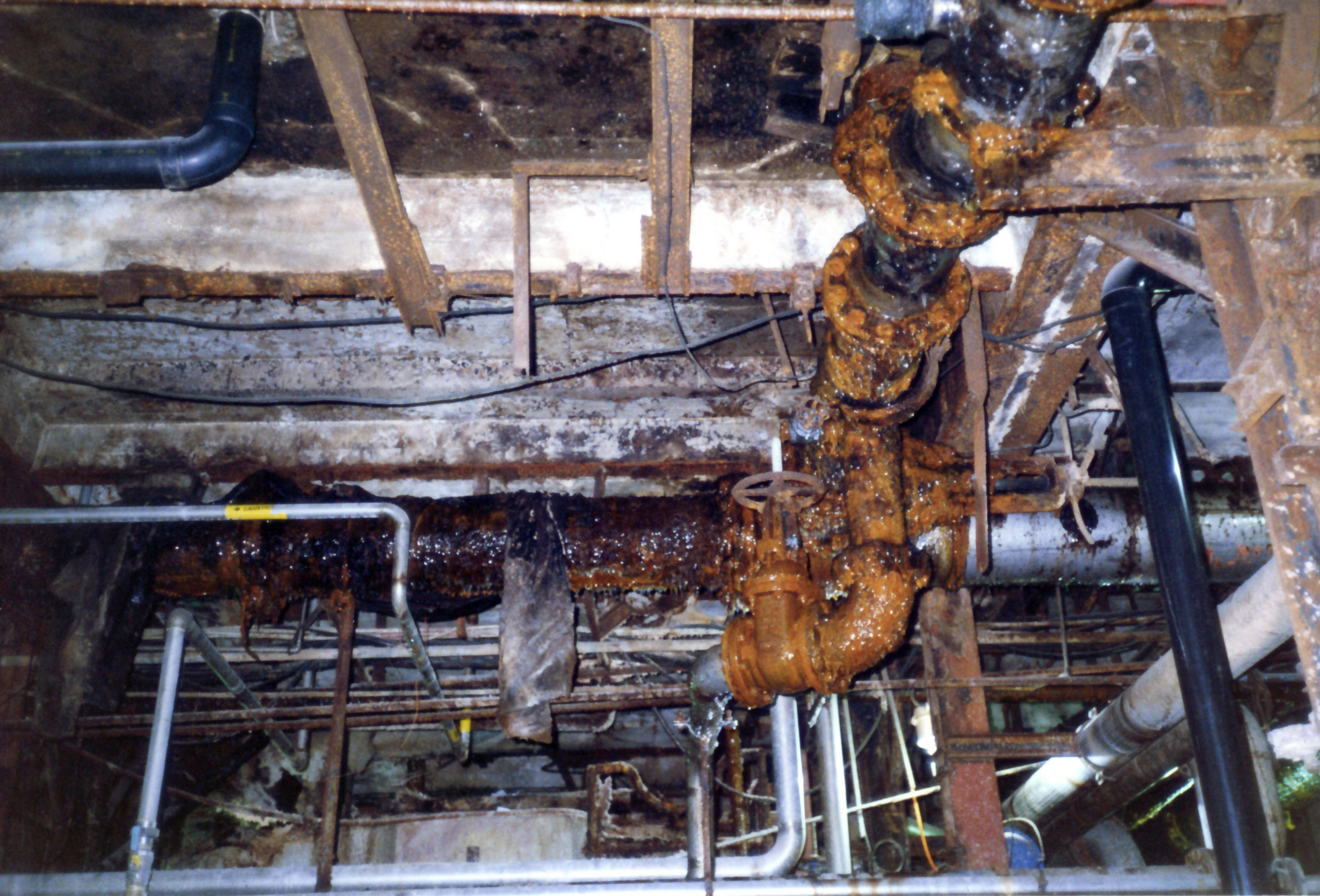
オンタリオ州スーセントマリーにある製紙工場の地下室。パルプと紙の製造では湿度が高くなるため、防湿対策と腐食防止が課題となる。

製紙工場（せいしこうじょう、Paper_mill）とは、木材パルプや古切れなどの植物繊維から紙を抄く工場である。
エンドレスベルトを使用するフールドリニエ抄紙機をはじめとする抄紙機が発明・採用される以前は、製紙工場で抄かれる紙はすべて、専門の労働者によって1枚ずつ手作業で作られていた。

## 製紙の歴史

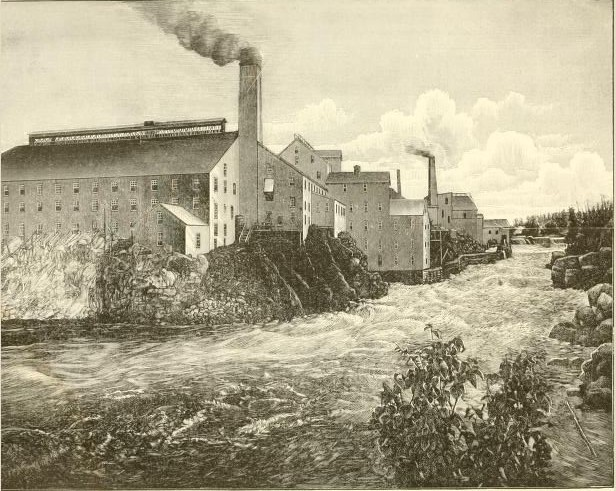
19世紀半ば、ニューハンプシャー州ベルリンにあった製紙工場フォレスト・ファイバー・カンパニー。

製紙工場の起源に関する歴史的研究は、現代の著者たちによる定義の違いや用語の乱れによって複雑になっている： 現代の学者の多くは、この用語を、人力、動物力、水力など、あらゆる種類の製紙工場を無差別に指すのに使っている。現代の学者の多くは、人力であろうと動物力であろうと水力であろうと、あらゆる種類の製紙工場を無差別に指す言葉としてこの言葉を使っている。古代の製紙工場の正確な動力源を特定することなく、あらゆる製紙工場を「工場」と呼ぶ傾向があるため、特に効率的で歴史的に重要な水力工場を特定することが難しくなっている。

### 人力および家畜動力のミル
人力や動物力による抄紙機の使用は、イスラム教徒や中国の製紙業者には知られていた。しかし、11世紀以前のイスラム教徒の製紙業において、水力による製紙工場が使用されていたことを示す証拠は、両者ともほとんどないす。11世紀以前のイスラム教徒の製紙業において、水力による製紙工場が一般的に使用されていなかったことは、当時のイスラム教徒の著者が生産拠点を「工場」ではなく「製紙工場」と呼ぶ習慣があったことからも示唆される。
学者たちは794年から795年にかけて、アッバース朝時代のバグダードに製紙工場があったことを確認している。この時代に水力が製紙に応用されていたという証拠については、学者間で議論がある。モロッコの都市フェズにおいて、イブン・バットゥータは「紙のための400の石臼」について述べている。イブン・バットゥータは水力の使用について言及しておらず、そのような数の水車はグロテスクなほど多いため、この箇所は一般的に人力または動物力を指していると考えられている。

### 水力製紙

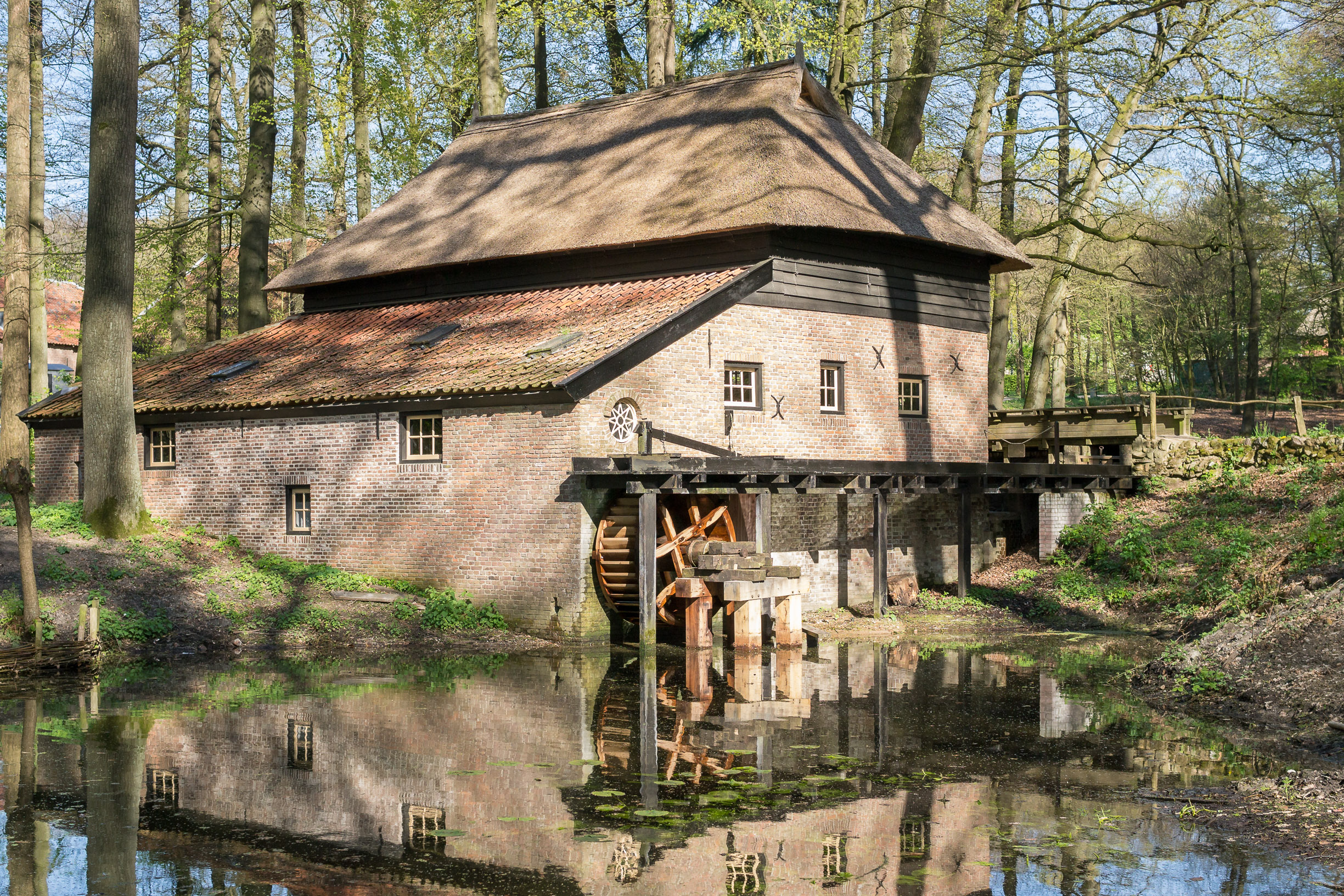
アーネムの野外博物館にある1654年製のオランダ製紙工場。

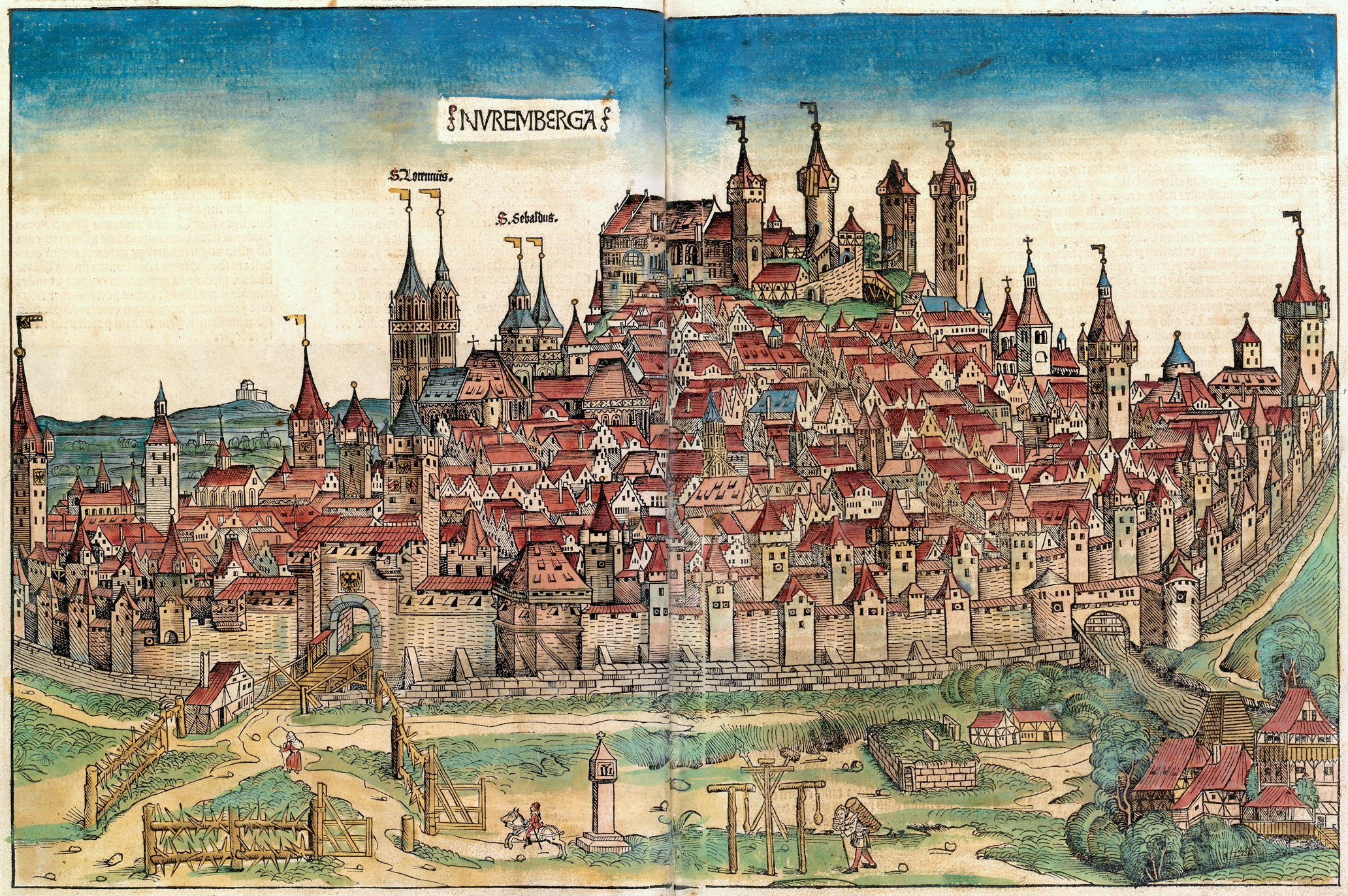
1493年の『ニュルンベルク年代記』に描かれたストローマーの製紙工場（右端の建物群）。製紙工場はその騒音と臭気のため、中世の法律で城壁から少し離れた場所に建てることが義務づけられていた。

アル＝アンダルスにおける製紙工場に関する徹底的な調査でも、水力で動く製紙工場は発見されなかったし、キリスト教によるレコンキスタ後のスペインの財産分配に関する書物（Repartimientos）にも、製紙工場に関する記述はない。アラビア語の書物には、製紙工場という用語が製紙に関連して使用されたことはなく、当時のイスラム教徒の製紙に関する最も詳細な記述であるジリッド朝のスルタン、ビールーニーの書物には、純粋に手工芸という観点から製紙技術が記述されている。ドナルド・ヒルは、11世紀のペルシア人学者アブ・レイハン・ビルニの著作の中に、サマルカンドにおける水力製紙工場についての言及の可能性を特定したが、その一節が水力製紙工場について言及していると「確信を持って言うには短すぎる」と結論づけている。レオール・ハレヴィ（Leor Halevi ）はこれをサマルカンドが初めて紙の生産に水力を利用した証拠と見ているが、当時のイスラム世界の他の場所で水力が紙漉きに適用されていたかどうかは不明であると指摘している。 ロバート・I・バーンズは、この言及が孤立していることや、13世紀以前のイスラムの紙漉きにおいて手作業が普及していたことを考慮し、懐疑的な立場を崩していない。
ヒルは、製紙工場は 1150 年代の初期キリスト教カタロニア語の文書に登場し、イスラム起源を暗示している可能性があるが、確固たる証拠が不足していると指摘している。しかしバーンズは、証拠を再検討した後、初期のカタロニアの水力製紙工場の訴訟を却下した。
イタリアのファブリアーノに残る中世の文書に、初期の油圧式スタンピング工場が確認されていることも、まったく事実無根である。
水力製紙工場の明確な証拠は、スペイン領アラゴン王国の1282年にまで遡る。キリスト教徒である国王ペドロ3世による勅令は、製紙の中心地であるシャティバに王立の「モレンディヌム」、すなわち適切な水力製紙工場を設立することを定めている。この初期の水力製紙工場は、シャティバのムーア人居住区でイスラム教徒によって運営されていたが、地元のイスラム教徒の製紙コミュニティの一部からは反感を買っていたようである。この文書では、パルプを手作業で叩く伝統的な製紙方法を継続する権利を保証し、新しい工場での労働を免除する権利を認めている。
アルプス以北で最初の恒久的な製紙工場は、1390年にウルマン・シュトローマーによってニュルンベルクに設立され、後に豪華な絵入りの『ニュルンベルク年代記』に描かれている。14世紀半ば以降、ヨーロッパの製紙工場では、多くの作業工程が急速に改善された。
産業機械が使われる以前の製紙工場の規模は、桶の数を数えることで表現されていた。したがって、「1桶」の製紙工場には、1人の桶師、1人のクッチャー、その他の労働者しかいなかった。

### 15世紀
イングランドで最初の製紙工場に関する記述は、1495年頃にウィンケン・デ・ワードが印刷した本の中にあり、その工場はハートフォード近郊のジョン・テイトのものであった。

### 19世紀
このプロセスを機械化する機械の初期の試みは、1799年にフランス人のニコラス・ルイ・ロベールによって特許を取得されたが、成功とはみなされなかった。しかし1801年、ジョン・ギャンブルによって図面がイギリスに持ち込まれ、ヘンリー・フールドリニエとシーリー・フールドリニエの兄弟に渡った。彼らの最初の成功した機械は、1803年にハートフォードシャーのフロッグモアFrogmoreに設置された。1809年には、フロッグモア ミル（Frogmore Paper Mill）のすぐ隣のApsley Millで、John Dickinsonが別の種類の抄紙機の特許を取得し、設置した。この抄紙機では、無限に回転する平らなワイヤーに希薄なパルプ懸濁液を流し込むのではなく、ワイヤーで覆われた円筒を型として使用した。円筒形の型をパルプ懸濁液の入った桶の中に部分的に沈め、型が回転するにつれて水をワイヤーを通して吸い上げ、円筒上に繊維の薄い層を残す。これらのシリンダー型機械は、その名の通り、フールドリニエ機械メーカーにとって強力な競争相手であった。北米の製紙業界で最初に使用されたのは、このタイプの機械であった。 1850年までに英国の製紙生産量は10万トンに達したと推定されている。その後の開発により、マシンのサイズと能力が向上し、また紙を確実に生産できる大量の代替パルプ源が求められるようになった。初期の工場の多くは小規模で、農村部に立地していた。そのため、原料の供給元により近い都市部やその近郊に、より大規模な工場が建設されるようになった。これらの工場は、原料が船で運ばれる港や製紙市場の近くに立地することが多かった。世紀末までには、英国の製紙工場は300を下回り、35,000人を雇用し、年間650,000トンの紙を生産していた。

### 20世紀

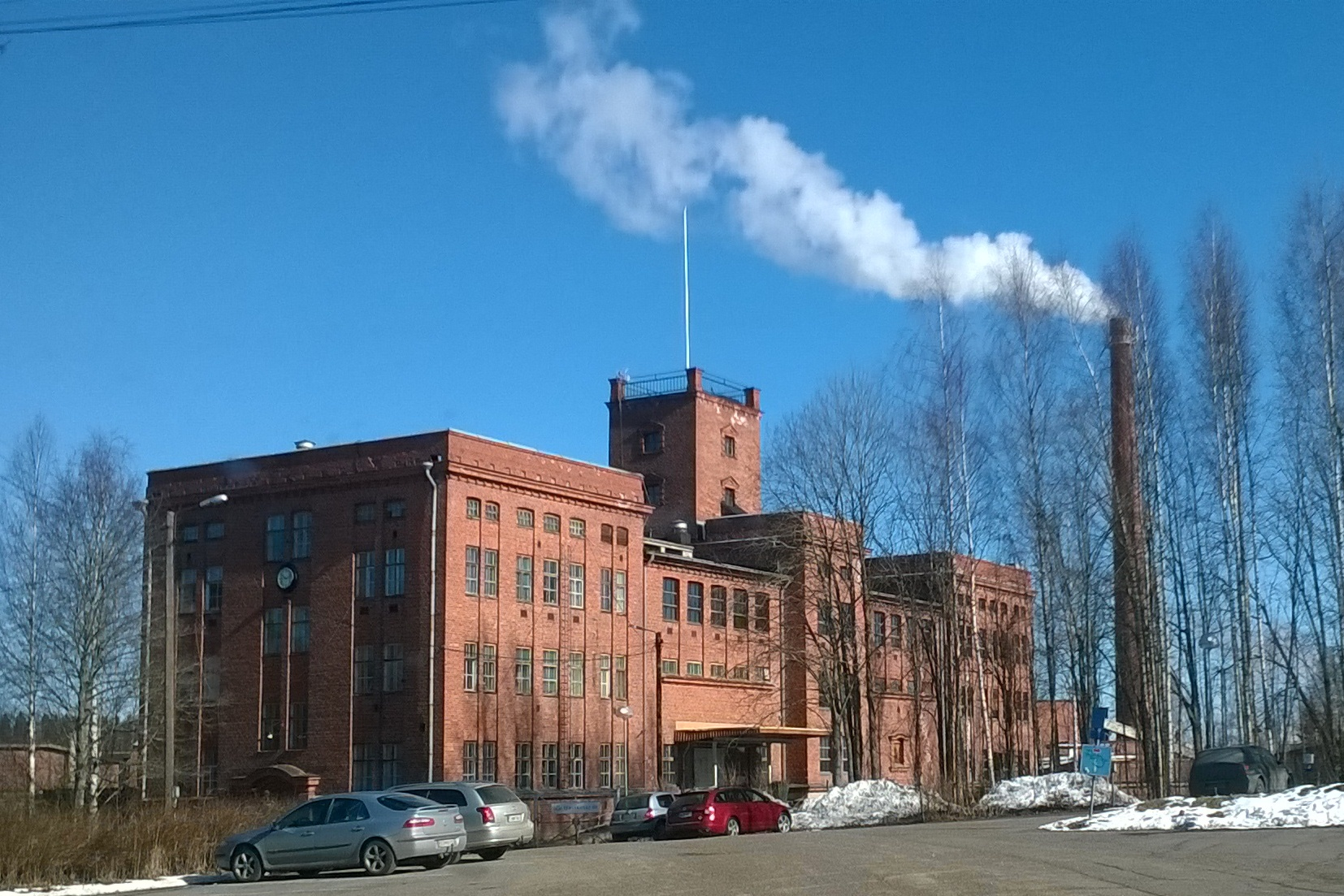
フィンランド、ヤナッカラのテルヴァコスキにあるテルヴァコスキ製紙工場

20世紀初頭には、紙の需要の高さから、ニューイングランドをはじめ世界各地に製紙工場が誕生した。インフラと工場都市を持つアメリカは、世界最大の生産国だった。その中でも製紙生産において最も重要だったのはマサチューセッツ州ホルヨークで、1885年までに世界最大の製紙会社となり、その10年間に5大陸の工場を設計し、アメリカ最大の製紙工場を監督した技術者D.H.&A.B.タワー兄弟の本拠地となった。しかし、20世紀が進むにつれて、このディアスポラは、より多くのパルプ供給と労働力を手に入れることができるアメリカの北と西へと移動していった。この頃、紙生産の世界的なリーダーが数多く存在し、そのひとつがウィリアム・ウェントワース・ブラウンが経営するニューハンプシャー州ベルリンのブラウン社であった。1907年、ブラウン社は、カナダのケベック州ラ・トゥークからフロリダ州ウェストパームまで広がる敷地で、3,000万から4,000万エーカーの森林を伐採した。
1920年代、ナンシー・ベイカー・トンプキンスは、ハマミル・ペーパー・カンパニー、ホノルル・ペーパー・カンパニー、アップルトン・コーテッド・ペーパー・カンパニーといった大手製紙会社の代理人として、紙製品の流通業者への販売促進を行っていた。この種のビジネスは世界で唯一と言われ、1931年にトンプキンスが始めた。不況にもかかわらず繁栄した。
丸太を製紙工場に送るために、地元の川で「丸太運び」が行われた。20世紀後半から21世紀初頭にかけて、製紙工場は閉鎖され始め、丸太運びは瀕死の技術となった。新しい機械が導入されたため、多くの工場労働者が解雇され、歴史ある製紙工場の多くが閉鎖された。

## 特徴
製紙工場には、完全統合工場と非統合工場がある。一貫工場は、パルプ工場と製紙工場が同じ敷地内にある。このような工場は、丸太や木材チップを受け入れ、紙を生産する。
現代の製紙工場は、効率的で複雑な一連の工程と制御技術によって、大量のエネルギー、水、木材パルプを使用し、多様な用途に使用できる1枚の紙を生産している。 現代の抄紙機は、長さ150メートル（500フィート）、幅10メートル（400インチ）の紙を生産し、時速97キロメートル（60マイル）以上で稼働することができる。抄紙機の主なサプライヤーは、メッツォとフォイトの 2 社である。